# Sandstone (West-Australië)
Sandstone is een plaats in de regio Mid West in West-Australië. Het ligt 661 kilometer ten noorden van Perth, 157 kilometer ten oosten van Mount Magnet en 196 kilometer ten westen van Leinster. In 2021 telde Sandstone 109 inwoners tegenover 119 in 2006.

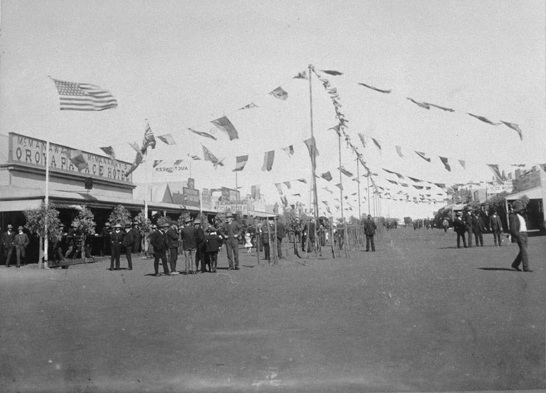
Sandstone 1909

## Geschiedenis
Er is weinig bekend over de oorspronkelijke bewoners van de streek rond de Black Range. Er wordt van uitgegaan dat er twee groepen Aborigines leefden, de Wongi in het oosten en de Yamagee in het westen. Er zijn 164 Aborigineserfgoedsites in de Shire of Sandstone waarvan er 45 erkend zijn volgens de Aboriginal Heritage Act van 1972.
In 1894 vonden Ernest Shillington en een aantal andere goudzoekers goud, 20 kilometer ten zuidwesten van het huidige Sandstone. Ernest Shillington liet de eerste goudvondst op 5 januari 1895 registreren. Er ontwikkelden zich in de Black Range twee plaatsjes door de komst van vele goudzoekers, Youanmi en Nunngarra. Door een aantal factoren waaronder een gebrek aan water werd gezocht naar een betere locatie voor een goudzoekersstadje. In 1906 werd Sandstone gesticht en een aantal gebouwen werd van Nunngarra naar Sandstone verhuisd. Tot 1906 werd Sandstone ook wel "Hans Irvine's Find" genoemd.  Vanaf 1907 kende Sandstone een bloei die ongeveer 6 jaar zou duren en telde het tussen 6.000 en 8.000 inwoners. Nunngarra en Youanmi werden spookdorpjes.
In 1904 werd de ongebruikte stampmolen van Paynesville 80 kilometer ten westen van Sandstone met behulp van paarden, ezels en ossen verplaatst naar Sandstone. De stampmolen was in bedrijf van 1908 tot 1982. Oorspronkelijk werd hij aangedreven met lokaal hout maar later werd overgeschakeld op diesel. De stampmolen verwerkte in totaal 135.809 ton erts en leverde 3.280 kilogram goud op. In 1925 werd de stampmolen verplaatst naar zijn huidige locatie. Daar kan hij vandaag nog bezichtigd worden. Een stampmolen verbrijzelt erts om er metalen uit te winnen. De meeste stampmolens dienden de goudwinning. Tussen 1899 en 1955 had de deelstaatregering 73 stampmolens (State Batteries) geplaatst in West-Australië. De stampmolen van Sandstone is een van de zes nog intact zijnde installaties.
In 1907 werd de mogelijkheid van een telegraaflijn tussen Mount Magnet en Nunngarra onderzocht. In 1909 kreeg Sandstone een post- en telegraafkantoor. Het hospitaal van Sandstone bestond in 1907-08 deels uit gebouwen vanuit NunnGarra overgebracht en deels uit nieuwe gebouwen. Het omvatte een mannen- en vrouwenvleugel, een materniteit, een operatiezaal en een doktershuis. Het hospitaalcomplex werd in 1953 afgebroken. Het National Hotel was het kleinste van de vier hotels die Sandstone ooit rijk was en werd in 1907 gebouwd. Het is het enige hotel dat niet is afgebroken en nog steeds als hotel dienst doet.
De Black Range Church werd in 1908 gebouwd door de katholieke gemeenschap. Een jaar later werd er een schooltje bijgebouwd. Door het gekrompen bevolkingsaantal werd het schoolgebouwtje in 1929 naar Wiluna overgebracht. In 1995 werd de kerk gerestaureerd. Ze werd niet-confessioneel en heette sindsdien de Black Range Chapel. Een politiekantoor en cellen werden in 1908 gebouwd en dienden tot ze in 1965 werden afgebroken en vervangen. In 1910 kreeg Sandstone een brandweerkazerne en een spoorwegstation. In 1916 werd de brandweerkazerne alweer afgebroken. Het station was in gebruik tot 1949. Er rest nog slechts een loods. In 1919 telde Sandstone minder dan 200 inwoners. Het plaatsje overleefde als administratief en dienstencentrum voor de veeteeltbedrijven in de streek. Recent is er weer mijnactiviteit.

## Natuur
De streek kent 400 soorten vegetatie. Er zijn veertien bedreigde biotopen en een aantal soorten zoals de Acacia rhamphophylla is met uitsterven bedreigd. Men schat dat er tachtig vogelsoorten leven, vijfentwintig soorten zoogdieren en vijfenveertig soorten reptielen. Het departement Parks and Wildlife heeft vijf voormalige veestations overgenomen ten einde er de natuur te beschermen :
- Lake Mason
- Black Range
- Kaluwiri
- Bulga Downs
- Cashmere Downs

Er liggen vier waterwingebieden en drie meren in de Shire of Sandstone. Deze staan droog behalve in het regenseizoen :
- Waterwingebieden :
  - Murchison
  - Lake Carey
  - Lake Moore
  - Raeside- Ponton
- Meren :
  - Lake Mason
  - Lake Noondie
  - Lake Bardie, het op een na grootste zoutmeer van West-Australië

Sandstone is gelegen op het Yilgarn Kraton.

## Toerisme
- De Sandstone Heritage Trail loopt langs de resterende historische gebouwen van Sandstone zoals het postkantoor, het hotel en de stampmolen.[22]
- Het Sandstone Heritage Museum geeft een inkijk in het leven in een goldrush-stadje in het begin van de 20e eeuw.[23]
- De London Bridge is een natuurlijke attractie nabij Sandstone en al sinds de 19e eeuw een populaire picknickplaats.[24]
- De Miner's Cottage is een huisje van een mijnwerker uit 1923/24. Het is gerestaureerd en werd bemeubeld zoals in de tijd van toen.[25]
- De Black Range Chapel is een kerkje uit 1908 met glas-in-loodramen uit 1995 die het landschap, de flora en fauna rond Sandstone in beeld brengen.[26]
- De Old Brewery was een brouwerij uit 1907 op een rots. De brouwerij sloot niet lang nadat de spoorlijn in 1910 Sandstone bereikte. De tunnel naar de 'bierkelder' in de rots is publiek toegankelijk.[27]
- Contradiction Well is een waterbron die reeds voor de stichting van Sandstone bestond. Ze werd gebruikt door het postkoetsbedrijf Cobb & Co, goudzoekers en reizigers die de streek aandeden.[28]
- Na de winterregens wordt de roestrode bodem in de streek bedekt door een groen tapijt waar in de vroege lente wilde bloemen uit opschieten.[29]
- Lake Mason Conservation Park is een voormalig veestation, 56 kilometer ten noordoosten van Sandstone. Het werd overgenomen door Parks and Wildlife Services. Er wordt aan 4x4, vogelspotten, fossicking (recreatief goudzoeken) en kamperen gedaan.[30]

## Transport
Sandstone ligt langs de Mount Magnet-Sandstone-Agnew Road die de Great Northern Highway met de Goldfields Highway verbindt.
Sandstone heeft een startbaan: Sandstone Airport (ICAO: YSAN).

## Klimaat
Sandstone heeft een woestijnklimaat.
| Maand                                  | jan  | feb  | mrt  | apr  | mei  | jun  | jul  | aug  | sep  | okt  | nov  | dec  | Jaar |
| -------------------------------------- | ---- | ---- | ---- | ---- | ---- | ---- | ---- | ---- | ---- | ---- | ---- | ---- | ---- |
| Gemiddeld maximum (°C)                 | 35,8 | 35,5 | 32,4 | 27,7 | 22,1 | 18,2 | 17,5 | 19,6 | 24,1 | 27,6 | 32,4 | 35,3 | 27,3 |
| Gemiddeld minimum (°C)                 | 21,3 | 20,9 | 18,4 | 14,1 | 9,3  | 6,3  | 5,1  | 6,2  | 8,8  | 11,8 | 16,6 | 19,8 | 13,2 |
|                                        |      |      |      |      |      |      |      |      |      |      |      |      |      |
| Neerslag (mm)                          | 31,6 | 32,6 | 29,2 | 19,4 | 26,3 | 26,5 | 22,9 | 18,4 | 7,6  | 8,6  | 10,9 | 17,0 | 251  |
| Regendagen (dag)                       | 2,7  | 2,8  | 2,7  | 2,5  | 3,0  | 4,2  | 3,8  | 3,0  | 1,5  | 1,3  | 1,7  | 1,9  | 31,1 |
| Bron: Australian Bureau of Meteorology |      |      |      |      |      |      |      |      |      |      |      |      |      |

Abbotts · Ajana · Alma · Arrino · Arrowsmith · Austin · Big Bell · Binnu · Boogardie · Bowgada · Bunjil · Canna · Cape Burney · Carnamah · Caron · Coorow · Cuddingwarra · Cue · Day Dawn · Dongara · Drummond Cove · East Bowes · Eneabba · Eradu · Gabanintha · Geraldton · Green Head · Greenough · Gunyidi · Gutha · Horseshoe · Horrocks · Howatharra · Isseka · Kalbarri · Karalundi · Kojarena · Koolanooka · Kumarina · Latham · Leeman · Lennonville · Lynton · Mainland · Marchagee · Maya · Meekatharra · Merkanooka · Mingenew · Minnenooka · Moonyoonooka · Morawa · Mount Erin · Mount Magnet · Mullewa · Nabawa · Nangetty · Nannine · Nanson · Naraling · Narngulu · Narra Tarra · Northampton · Oakajee · Ogilvie · Paynes Find · Peak Hill · Paynesville · Perenjori · Pindar · Pintharuka · Porlell · Port Denison · Port Gregory · Protheroe · Reedy · Rothsay · Sandstone · Tardun · Tenindewa · Three Springs · Tuckanarra · Waggrakine · Walkaway · Warriedar · Whelarra · Wicherina · Wiluna · Winchester · Yalgoo · Yandanooka · Youanmi · Yoweragabbie · Yuna